# Таматоа IV
Таматоа IV (1797 — 19 серпня 1857) — другий король Раіатеа і Тахаа (острови з групи островів Товариства). Помер без законних спадкоємців, був останнім королем старшої гілки королівської династії Таматоа. Початок правління - 1831, закінчення правління - 1857.

## Біографія
Принц Моє-Тереї Тіно-руа Те-арії Нохо-раї народився в 1797 році в родині принца Раіатеа і Тахаа Вітеа-раї Уру Раіатеа і принцеси острова Хуахіне Опай-пай Те-роро. Моє-Тереї Тіно-руа Те-арії Нохо-раї і був онуком короля Раіатеа та Тахаа Таматоа III та королеві острова Хуахіне Техаапапі I . Після смерті його діда Таматоа III у 1831 році Моє-Тереї став королем Раіатеа і Тахаа під ім'ям Таматоа IV. Однак початок його правління був відзначений внутрішніми політичними заворушеннями. Його коронація відбулася лише у червні 1838 року.
Нові внутрішні заворушення спалахнули в 1854 році, н наслідок цього Таматоа IV був повалений і засланий на Таїті, де він помер в 1857 році.